# Alain Fuchs

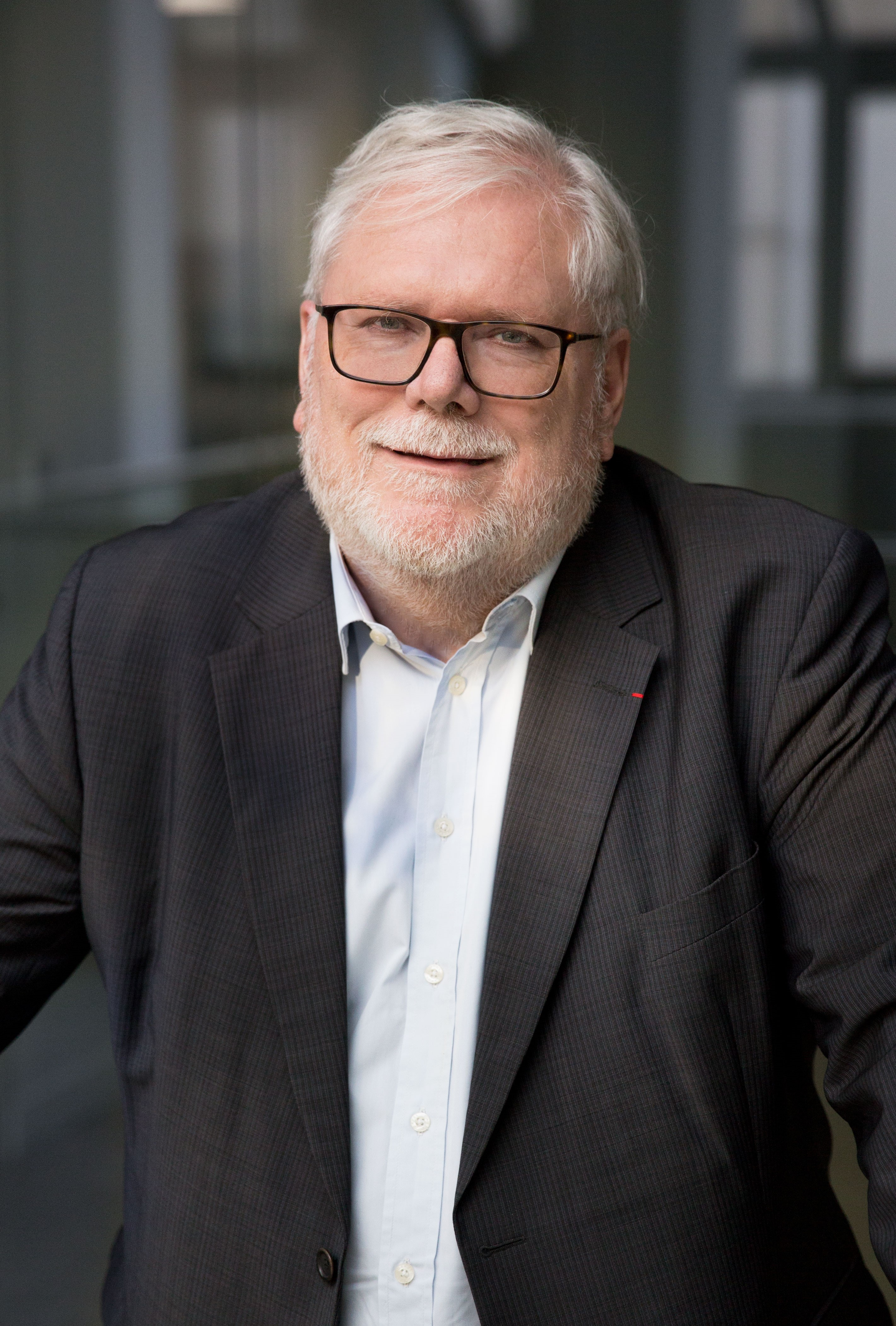
Alain Fuchs (2018)

Alain Hubert Jean Fuchs (* 10. April 1953 in Lausanne; † 8. Dezember 2024 in Paris) war ein französischer Chemiker und Wissenschaftsmanager. In den Jahren 2010 bis 2017 war er Vorsitzender der staatlichen Forschungsorganisation Centre national de la recherche scientifique (CNRS). Von 2017 bis Juni 2024 war er der Präsident der neuen Université PSL.

## Werdegang
Fuchs studierte zunächst an der École polytechnique fédérale de Lausanne. Seine Doktorarbeit machte er an der Universität Paris-Süd in Orsay, wo er 1983 zum Doktor der Naturwissenschaften promoviert wurde.
Im Jahr 1995 wurde er an derselben Universität Professor und leitete von 1997 bis 2000 das dortige Labor für Physikalische Chemie amorpher Materialien. Anschließend wurde er der Gründungsdirektor des Labors für Physikalische Chemie der Universität, an dessen Spitze er bis 2006 stand. Im Jahr 1999 war er Gastprofessor an der University of California.
Von 1997 an hatte er leitende Funktionen in verschiedenen Gremien des CNRS inne. Am 20. Januar 2010 wurde er von der französischen Regierung zum Vorsitzenden der Organisation ernannt. Seine Ernennung wurde in den Medien auch insofern mit Interesse wahrgenommen, als er in der Wissenschaftspolitik als eher unbekannt und sein Profil für den Posten als „atypisch“ galten. Per Ministerratsbeschluss vom 26. Februar 2014 wurde sein Mandat noch einmal erneuert.
Am 24. Oktober 2017 wechselte Fuchs vom CNRS an die Spitze des damaligen Hochschulverbunds Université Paris Sciences et Lettres (PSL). Zu seiner geschäftsführenden Nachfolgerin beim CNRS wurde die Biochemikerin Anne Peyroche ernannt. Als PSL 2020 eine reguläre Universität wurde, wurde Fuchs im Februar erneut zu ihrem Präsidenten gewählt.
Im Juni 2024 trat Fuchs vom Vorsitz der Universität PSL zurück. Offiziell wurden persönliche Gründe als Motiv für den Schritt genannt; allerdings hatte das Ministerium für Forschung und Hochschulwesen unmittelbar zuvor aufgrund von Hinweisen bzw. Meldungen nicht näher genannter Art eine Untersuchung gegen ihn eingeleitet. Anfang Juli 2024 wurde der Ökonom El Mouhoub Mouhoud zu seinem kommissarischen Nachfolger ernannt.
Am 8. Dezember 2024 starb Alain Fuchs im Alter von 71 Jahren in Paris.

## Leistungen
Fuchs’ Forschungsgebiet war die Modellierung und molekulare Simulation eingeschlossener Flüssigkeiten. Seine Arbeiten führten zu zahlreichen Kooperationen mit industriellen Partnern.
Als Vorsitzender des CNRS setzte sich Fuchs seit Beginn seiner Amtszeit für eine engere Zusammenarbeit zwischen seiner Institution und den französischen Universitäten sowie für die Schaffung großer universitärer Strukturen von auf internationaler Ebene konkurrenzfähigen Dimensionen ein.
In seiner Tätigkeit als Präsident von PSL kritisierte er deutlich die mangelnden Finanzmittel für Lehre und Forschung in Frankreich und beklagte die „sehr spezielle Situation“ Frankreichs gegenüber anderen Ländern, dass die Universitäten nicht die renommiertesten Einrichtungen für ein Hochschulstudium seien (dies sind vielmehr die Grandes Écoles). Sein Einfluss gilt als maßgeblich für die erfolgreiche Strukturierung der kurz zuvor gegründeten PSL.

## Publikationen
Alain Fuchs war Autor oder Koautor von über 150 wissenschaftlichen Fachartikeln in Zeitschriften mit Peer-Review.

### Meistzitierte Fachartikel
1. Philippe Ungerer, Christèle Beauvais, Jérôme Delhommelle, Anne Boutin, Bernard Rousseau, Alain H. Fuchs: Optimization of the anisotropic united atoms intermolecular potential for n-alkanes. In: The Journal of Chemical Physics. Band 112, Nr. 12, 2000, ISSN 0021-9606, S. 5499–5510, doi:10.1063/1.481116.
2. François-Xavier Coudert, Marie Jeffroy, Alain H. Fuchs, Anne Boutin, Caroline Mellot-Draznieks: Thermodynamics of Guest-Induced Structural Transitions in Hybrid Organic−Inorganic Frameworks. In: Journal of the American Chemical Society. Band 130, Nr. 43, 29. Oktober 2008, ISSN 0002-7863, S. 14294–14302, doi:10.1021/ja805129c.
3. Thomas D. Bennett, Anthony K. Cheetham, Alain H. Fuchs, François-Xavier Coudert: Interplay between defects, disorder and flexibility in metal-organic frameworks. In: Nature Chemistry. Band 9, Nr. 1, Januar 2017, S. 11–16, doi:10.1038/nchem.2691.
4. Aurelie U. Ortiz, Anne Boutin, Alain H. Fuchs, François-Xavier Coudert: Anisotropic Elastic Properties of Flexible Metal-Organic Frameworks: How Soft are Soft Porous Crystals? In: Physical Review Letters. Band 109, Nr. 19, 7. November 2012, 195502, doi:10.1103/PhysRevLett.109.195502.
5. Alain H. Fuchs, Anthony K. Cheetham: Adsorption of Guest Molecules in Zeolitic Materials: Computational Aspects. In: The Journal of Physical Chemistry B. Band 105, Nr. 31, August 2001, ISSN 1520-6106, S. 7375–7383, doi:10.1021/jp010702q.

## Ehrungen und Auszeichnungen
Fuchs war Fellow der Royal Society of Chemistry und Mitglied der Academia Europaea (2011). Zudem war er seit 1996 Ritter (chevalier) des Ordre des Palmes Académiques, seit 2010 Ritter der Ehrenlegion und seit 2014 Offizier des Ordre national du Mérite sowie des Ordre national du Québec.